# Luciano Dalla Bona
Luciano Dalla Bona (Pressana, Verona, 8 de setembre de 1943) és un ciclista italià, ja retirat, que fou professional entre 1966 i 1970.
Com a ciclista amateur va prendre part en els Jocs Olímpics de Tòquio de 1964, en què guanyà una medalla de plata en la prova de contrarellotge per equips, junt amb Ferruccio Manza, Severino Andreoli i Pietro Guerra. Com a professional destaca una victòria d'etapa al Giro d'Itàlia de 1968.
És germà del també ciclista Giovanni Dalla Bona.

## Palmarès
- 1963
  - Vencedor d'una etapa de la Cursa de la Pau
- 1964
  -  Campió del món amateur de contrarellotge per equips, junt a Ferruccio Manza, Severino Andreoli i Pietro Guerra
  -  Medalla de plata als Jocs Olímpics de Tòquio en contrarellotge per equips
  - Vencedor d'una etapa del Tour de l'Avenir
- 1965
  -  Campió del món amateur de contrarellotge per equips, junt a Mino Denti, Giuseppe Soldi i Pietro Guerra
- 1966
  - 1r al Gran Premi Ezio del Rosso
- 1967
  - 1r al Gran Premi Ciutat de Camaiore
- 1968
  - 1r al Giro delle Marche
  - Vencedor d'una etapa del Giro d'Itàlia

### Resultats al Giro d'Itàlia
- 1968. 90è de la classificació general. Vencedor d'una etapa
- 1969. 55è de la classificació general

### Resultats al Tour de França
- 1967. 65è de la classificació general
- 1970. 96è de la classificació general